# دکلن دانلی
دکلن دانلی (انگلیسی: Declan Donnelly؛ زادهٔ ۲۵ سپتامبر ۱۹۷۵) یک مجری تلویزیون، خواننده، هنرپیشه و تهیه‌کننده تلویزیونی اهل بریتانیا است. وی از سال ۱۹۸۷ میلادی تاکنون مشغول فعالیت بوده‌است.
از فیلم‌ها یا برنامه‌های تلویزیونی که وی در آن نقش داشته‌است می‌توان به در واقع عشق اشاره کرد.